# Episodi di Vita da strega (ottava stagione)
Questa voce contiene trame, dettagli e crediti dei registi e degli sceneggiatori dell'ottava e ultima stagione della serie televisiva Vita da strega.
Negli Stati Uniti, la serie andò in onda sulla ABC dal 15 settembre 1971 al 25 marzo 1972. In italiano, la stagione fu trasmessa su Telemontecarlo dal 20 ottobre al 14 novembre 1979.
| nº | Titolo originale                                      | Titolo italiano                                      | Prima TV USA      | Prima TV Italia  |
| -- | ----------------------------------------------------- | ---------------------------------------------------- | ----------------- | ---------------- |
| 1  | How Not To Lose Your Head To King Henry VIII (Part 1) | Samantha alla corte di Enrico VIII (1ª parte)        | 15 settembre 1971 | 20 ottobre 1979  |
| 2  | How Not To Lose Your Head To King Henry VIII (Part 2) | Samantha alla corte di Enrico VIII (2ª parte)        | 22 settembre 1971 | 21 ottobre 1979  |
| 3  | Samantha And The Loch Ness Monster                    | Il mostro di Loch Ness                               | 29 settembre 1971 | 22 ottobre 1979  |
| 4  | Samantha's Not So-Leaning Tower Of Pisa               | La torre di Pisa                                     | 6 ottobre 1971    | 23 ottobre 1979  |
| 5  | Bewitched, Bothered and Baldoni                       | Samantha, Venere e Adone                             | 13 ottobre 1971   | 24 ottobre 1979  |
| 6  | Paris, Witches' Style                                 | Una visita di papà Maurice                           | 20 ottobre 1971   | 25 ottobre 1979  |
| 7  | The Ghost Who Made A Spectre Of Himself               | I calori del fantasma                                | 27 ottobre 1971   | 26 ottobre 1979  |
| 8  | TV Or Not TV                                          | Tivù o non tivù                                      | 3 novembre 1971   | 27 ottobre 1979  |
| 9  | A Plague On Maurice And Samantha                      | La malattia di Samantha                              | 10 novembre 1971  | 28 ottobre 1979  |
| 10 | Hansel And Gretel In Samantha Land                    | Hansel e Gretel in casa Stephens                     | 17 novembre 1971  | 29 ottobre 1979  |
| 11 | The Warlock In The Gray Flannel Suit                  | Lo stregone Alonso                                   | 1º dicembre 1971  | 30 ottobre 1979  |
| 12 | The Eight-Year Witch                                  | L'ottavo anniversario                                | 8 dicembre 1971   | 31 ottobre 1979  |
| 13 | Three Men And A Witch On A Horse                      | Tre uomini e un cavallo                              | 15 dicembre 1971  | 1º novembre 1979 |
| 14 | Adam, Warlock Or Washout?                             | Adam vuole diventare mago                            | 29 dicembre 1971  | 2 novembre 1979  |
| 15 | Samantha's Magic Sitter                               | Esmeralda prestigiatrice                             | 5 gennaio 1972    | 3 novembre 1979  |
| 16 | Samantha Is Earthbound                                | Sfilata di moda                                      | 15 gennaio 1972   | 4 novembre 1979  |
| 17 | Serena's Richcraft                                    | Serena ragazza da marito                             | 22 gennaio 1972   | 5 novembre 1979  |
| 18 | Samantha On Thin Ice                                  | Tabatha alle olimpiadi                               | 29 gennaio 1972   | 6 novembre 1979  |
| 19 | Serena's Youth Pill                                   | La misteriosa età di Larry                           | 5 febbraio 1972   | 7 novembre 1979  |
| 20 | Tabitha's First Day Of School                         | Una rana in cerca d'amore                            | 12 febbraio 1972  | 8 novembre 1979  |
| 21 | George Washington Zapped Here (Part 1)                | Quel radicale di George Washington (1ª parte)        | 19 febbraio 1972  | 9 novembre 1979  |
| 22 | George Washington Zapped Here (Part 2)                | Quel radicale di George Washington (2ª parte)        | 26 febbraio 1972  | 10 novembre 1979 |
| 23 | School Days, School Daze                              | Samantha l'extraterrestre                            | 4 marzo 1972      | 11 novembre 1979 |
| 24 | A Good Turn Never Goes Unpunished                     | Samantha ficcanaso                                   | 11 marzo 1972     | 12 novembre 1979 |
| 25 | Samantha's Witchcraft Blows A Fuse                    | Samantha ha fuso                                     | 18 marzo 1972     | 13 novembre 1979 |
| 26 | The Truth, Nothing But The Truth, So Help Me, Sam     | La verità, tutta la verità, nent'altro che la verità | 25 marzo 1972     | 14 novembre 1979 |